# Željko Cvetnić
Željko Cvetnić (1963.), hrvatski veterinar, redovni član HAZU od 2016. godine. Korijeni su mu iz Mraclina.

## Životopis
Rođen je 1963. godine. Diplomirao je na Veterinarskom fakultetu Sveučilišta u Zagrebu. Zaposlen je kao znanstveni savjetnik na Hrvatskom veterinarskom institutu. U dva mandata obnašao je dužnost ravnatelja, a trenutno obnaša dužnost zamjenika ravnatelja i predstojnika Odjela za bakteriologiju i parazitologiju. Znanstveno i stručno usavršavao se u ANSES – OIE/FAO Referentnim laboratorijima u Parizu, u Istraživačkom centru CITA u Zaragozi – Odjel za kontrolu zaraznih bolesti, zatim u Pamploni, na Veterinarskom istraživačkom institutu u Brnu, na Veterinarskom fakultetu u Ljubljani te na Institutu za zarazne bolesti u Kopenhagenu. Uveo je institucionalnu suradnju s laboratorijima u Francuskoj, Češkoj, Španjolskoj, Danskoj, Nizozemskoj i Sloveniji s čijim je djelatnicima objavio znanstvene radove. Njegov znanstveni rad pretežno obuhvaća istraživanja iz područja epizootiologije, bakteriologije i infekcijske imunologije. Postigao je iznimne rezultate u razvoju humane i veterinarske epidemiologije i bakteriologije u Hrvatskoj. Dao je zapažen doprinos znanstvenim postignućima u istraživanju bakterijskih zoonoza na svjetskoj razini, koji je vidljiv po otkriću novih molekularnih značajki nekih vrsta mikobakterija, što uvelike utječe na tijek epidemioloških istraživanja tuberkuloze. Osobito su važna njegova istraživanja bruceloze u domaćih životinja. U tom je kontekstu prvi dokazao biovar 3 vrste Brucella suis u životinja u Europi te je prvi put opisao vrstu Brucella ovis u Hrvatskoj i regiji. Važan je njegov doprinos u dokazivanju vrsta roda Brucella u dobrog dupina u sjevernom dijelu Jadranskog mora. Objavio je više od 320 publikacija, od čega je više od 90 radova citirano u međunarodnim bazama. Radovi su mu citirani 820 puta u bazi Web of Science i više od 890 puta u bazi Scopus, h-indeks = 18. Autor je 4 monoautorske i 3 suautorske knjige. Treba posebno istaknuti iznimno veliku aktivnost prof. dr. sc. Željka Cvetnića u korjenitoj obnovi i opremanju laboratorija Hrvatskoga veterinarskog instituta i veterinarskih zavoda u Rijeci, Splitu, Vinkovcima i Križevcima. Pod njegovim ravnateljstvom akreditirano je više od 200 laboratorijskih metoda u 29 laboratorija i uspostavljeno 19 referentnih laboratorija s 37 područja rada te supokrenute mnoge druge aktivnosti važne za veterinarsku dijagnostiku na međunarodnoj razini. Nastavnik je na Veterinarskom fakultetu Sveučilišta u Zagrebu i Farmaceutskom fakultetu Sveučilišta u Mostaru te gostujući profesor na Veterinarskom fakultetu u Sarajevu. Bio je član različitih tijela Ministarstva znanosti, obrazovanja i športa i Ministarstva poljoprivrede Republike Hrvatske. Kao predsjednik ili član organizacijskog odbora sudjelovao je u organizaciji različitih znanstvenih i stručnih skupova. Član je suradnik Hrvatske akademije znanosti i umjetnosti i dobitnik Nagrade HAZU iz područja medicinskih znanosti za 2010. godinu.